# Romà Hispó
Romà Hispó (en llatí Romanus Hispo) va ser un retòric romà que va viure al segle i.
Per complaure als primers emperadors va encapçalar persecucions polítiques, adquirint mala fama. Les seves primeres actuacions daten de l'inici del regnat de Tiberi quan va donar suport a l'acusació de Crispí Cepió contra Grani Marcel. L'any 62, sota Neró, va acusar Sèneca dient que era un dels col·laboradors de la conspiració de Gai Calpurni Pisó, però Sèneca va aconseguir rebatre els arguments d'Hispó.